# 아베 나나미
아베 나나미(일본어: 阿部 菜々実, 2002년 5월 17일~)는 일본의 여성 아이돌 그룹 LIIiEN(리안)의 멤버이자, 전 pax puella, 라스트 아이돌 멤버자, 싱어송라이터, 보컬로이드, 패션 모델이다.